# Chalcedectus maculipennis
Chalcedectus maculipennis är en stekelart som först beskrevs av William Harris Ashmead 1896.  Chalcedectus maculipennis ingår i släktet Chalcedectus och familjen puppglanssteklar. Inga underarter finns listade i Catalogue of Life.